# Questprobe Featuring The Hulk
Questprobe Featuring The Hulk, riportato anche come The Hulk, The Incredible Hulk, Questprobe: The Hulk o simili, è un videogioco di avventura testuale pubblicato nel 1984 per diversi home computer, ideato da Scott Adams e basato sul personaggio dei fumetti Hulk. È il primo titolo della serie Questprobe, rimasta incompiuta.

## Trama
Il giocatore impersona Bruce Banner, che all'inizio dell'avventura si ritrova legato mani e piedi a una sedia. Per prima cosa deve trovare il modo di trasformarsi in Hulk per potersi liberare, e già questo costituisce un enigma non banale, per il quale il manuale del gioco fornisce la soluzione. A questo punto Hulk si ritrova intrappolato in una misteriosa e surreale struttura dove qualcuno lo ha portato per sottoporlo a un test, che consiste nel trovare e radunare una serie di gemme. Il test avviene sotto la supervisione di un personaggio noto come Chief Examiner (esaminatore capo), che rimane avvolto dal mistero anche al termine del gioco.
Durante l'avventura Bruce torna normale e deve ritrasformarsi più volte. Si incontrano anche, come amici, i personaggi Ant-Man e Dottor Strange, e come nemici Ultron e Incubo.

## Modalità di gioco
Il gioco è una tipica avventura testuale in inglese, controllata con un sistema di comandi di una o due parole ("verbo" + "oggetto"). Solo una parte delle parole possibili viene suggerita dal manuale. Il sistema è relativamente semplice e limitato, con un vocabolario di input ridotto e descrizioni delle scene brevi, ed era già un po' antiquato anche all'epoca di uscita del gioco.
Nella maggior parte delle versioni sono presenti anche illustrazioni grafiche nella parte alta dello schermo. La grafica può essere disabilitata per velocizzare il programma e su alcune macchine meno potenti (TRS-80, BBC/Electron, Atari, Dragon) è assente del tutto. Nel caso del Commodore 64 e del Commodore 16 esistono due versioni, una europea su cassetta e una americana su disco, quest'ultima con grafica più elaborata; su Commodore 16 solo la versione americana ha le illustrazioni.
Si può essere sconfitti con la morte del personaggio, ma c'è sempre la possibilità di riprendere il gioco direttamente dalla situazione precedente, oltre a quella di salvare la partita in ogni momento.
Esiste anche un comando help per i suggerimenti, che però di solito si limita a pubblicizzare il libro Scott Adams Hint Book che forniva soluzioni a varie avventure di Adams.

## Serie
The Hulk è il primo titolo della serie Questprobe, nata dalla collaborazione tra la Adventure International di Scott Adams, pioniere delle avventure testuali commerciali, e la Marvel Comics.
Era prevista la pubblicazione di 12 avventure, ciascuna dedicata a un differente personaggio o gruppo Marvel, nell'arco di circa quattro anni. Ogni videogioco è un'opera a sé stante, ma c'è un filo conduttore di tutta la serie, dato dal Chief Examiner (personaggio ispirato nell'aspetto a Scott Adams) che sottopone tutti i personaggi a un test per scopi misteriosi. Parallelamente a ogni videogioco, come prodotto indipendente, veniva pubblicato un albo a fumetti omonimo e dedicato agli stessi personaggi, che spiega molti dei misteri non chiariti dal gioco.
Tuttavia la Adventure International chiuse nel 1985 e la serie si interruppe dopo la pubblicazione di soltanto tre videogiochi e fumetti.
I titoli effettivamente pubblicati furono:
- Questprobe Featuring The Hulk (1984)
- Questprobe Featuring Spider-Man (1984)
- Questprobe Featuring Human Torch and the Thing (1985)

I primi due titoli apparvero per il Texas Instruments TI-99/4A, che era già fuori produzione, solo nella raccolta Adventure Series 13+ (1984).
Il quarto videogioco previsto, dedicato agli X-Men, non venne mai completato. Venne però realizzato il relativo fumetto che, anche se la serie Questprobe era stata interrotta, venne pubblicato successivamente all'interno della serie Marvel Fanfare. Chief Examiner ricompare anche nella serie di Quasar (nº35-38).